# رحلة للسعادة (برنامج تليفزيوني)
رحلة للسعادة هو عنوان برنامج تلفزيوني للدكتور عمرو خالد، عرض في رمضان 1431 هـ. تحدّث فيه عن كيفية إيجاد السعادة في الدنيا والتي ستؤدي بدورها للسعادة في الآخرة.

## مجموعات البرنامج
- المجموعة الأولى: مجموعة ابدأ بداية صحيحة
  - اجعل حياتك كلها لله
  - النفس المطمئنة
  - كن طموحاً
- المجموعة الثانية: أسعد من حولك تسعد
  - ابذل الحب
  - العطاء للضعفاء والمساكين
  - كن إنساناً
- المجموعة الثالثة: نفس نقية من موانع السعادة (القلق – الغضب – الكراهية- الذل)
  - لا للقلق (حسن الظن بالله)
  - لا للغضب (الحلم والرفق)
  - لا للكراهية (اختلف برحمة)
  - لا للذل (أوعى تهين نفسك)
- المجموعة الرابعة: قلب كبير
  - الرضا
  - العفو عن الناس (عفوا ليعفو الله عنك)
  - اليسر والسماحة
- المجموعة الخامسة: الإرادة القوية
  - الإرادة
  - الصبر (الصبر 3 أنواع: 1- صبر على طاعة الله، 2- صبر عن المعصية، 3- صبر على المصائب.)
  - كن مستقيما تسعد
- المجموعة السادسة: علاقات دافئة مع المقربين
  - بيت دافئ
  - الصحبة الصالحة
  - الوفاء مع الناس
- المجموعة السابعة: صلة عامرة مع الله
  - الصلاة
  - الدعاء
  - التفكر في خلق الله
  - ذكر الله
  - السلام النفسي